# LIFE (中島美嘉の曲)
「LIFE」（ライフ）は、中島美嘉の23枚目のシングル。

## 概要
表題曲は、ドラマ『ライフ』主題歌に使用され、2007年の「見えない星」以来となるドラマ主題歌を務めた。
CDの累計売り上げは、「GLAMOROUS SKY」以来の10万を突破し、着うたでは、累計180万ダウンロードを記録した。

## 収録曲
全編曲：COLDFEET
1. LIFE
  - 作詞：高柳恋・ヒロイズム、作曲：JUNKOO
  - フジテレビ系ドラマ『ライフ』主題歌。
  - 歌詞は原作と脚本を元に書き下ろされ、「命」をテーマとした[1]困難に立ち向かう全ての人へのメッセージソング。2007年7月10日より、Yahoo!サウンドステーションで初披露し、史上初となるインターネットで解禁された[2]。
2. LIFE (ballad)
  - 作詞：高柳恋・ヒロイズム、作曲：JUNKOO
  - フジテレビ系ドラマ『ライフ』挿入歌
3. IT'S TOO LATE
  - カネボウ化粧品「KATE」CMソング
  - 作詞：中島美嘉・宮崎歩、作曲：Lori Fine（COLDFEET）
4. LIFE（Instrumental）
5. IT'S TOO LATE（Instrumental）

## 収録アルバム
- VOICE (#1,3)
- DEARS (#1)

## カバー
LIFE
- 美吉田月（2008年、アルバム「Ska Flavor #1」）
- 宮本笑里（2016年、トリビュートアルバム「MIKA NAKASHIMA TRIBUTE」）[3]